# 四平省
四平省是满洲国设置的一个省，省会为四平市。位于现今吉林省南部、辽宁省北部地区。

## 历史沿革
康德八年（1941年）7月1日四平省正式成立，省公署驻四平市。最初所辖行政区划包括原奉天省所辖的四平街市与梨树县、西安县（抗戰勝利後改稱「北豐縣」）、东丰县、海龙县、西丰县、开原县、昌图县、双辽县等八县，以及原吉林省所辖的长岭县。同时，四平街市改名为四平市。
康德十二年（1945年）日本投降、满洲国灭亡后，四平省建制被撤销。

## 行政区划
四平省所辖的行政区划包括：
- 四平市
- 开原县，驻开原城街
- 西丰县，驻西丰街
- 梨树县，驻梨树街
- 双辽县，驻郑家屯街
- 海龙县，驻海龙街
- 东丰县，驻东丰街
- 西安县，驻西安街
- 长岭县，驻长岭街
- 昌图县，驻昌图城街

## 历任省长、省次长
四平省历任省长、省次长为：
省长
- 徐家桓（1941年7月－1943年4月）
- 曲秉善（1943年4月－1945年8月）

省次长
- 野田清武（1941年7月－1942年5月）
- 田边秀雄（1942年5月－1943年5月）
- 关口保（1943年5月－1944年12月）
- 角田忠夫（1944年12月－1945年8月）